# Eurobasket Roma
L'Eurobasket Roma è una società di pallacanestro maschile con sede a Roma.
Nella stagione 2021/2022 l'Eurobasket Roma ha affrontato il sesto campionato consecutivo di Serie A2.
Esclusa nel luglio 2022 dalla serie A2 per inadempienze finanziarie, prosegue comunque le sue attività includendo nel suo network Fonte Roma Basket per quanto riguarda l'attività giovanile. Nel 2024 si trasforma in Stella#EBK con l'unione tra SABA, Stella Azzurra Basket Academy e Supernova Roma.

## Storia
Nata nel luglio del 2000, nei suoi primi ventidue anni di storia l’Eurobasket Roma è diventata una delle più importanti realtà dell’intero panorama cestistico nazionale.
Dopo una rapida ascesa dalla Serie D, culminata con l’accesso per la prima volta ad un campionato nazionale nel 2013/2014 (Divisione Nazionale B), nella stagione 2015/2016 la società, grazie alla vittoria sulla Poderosa Montegranaro nella finale playoff, ha centrato la promozione in Serie A2.
La stagione 2018/2019 è stata disputata interamente a Ferentino per l'indisponibilità del PalaTiziano. Nella stagione 2019/2020 la società ha giocato al Palazzetto dello Sport di Cisterna di Latina. Nella stagione 2020/21 il ritorno a Roma, culminato con la semifinale per la promozione in Serie A. Nella stagione 2021/22, dopo le prime gare interne disputate al PalaCoccia di Veroli, la società gioca al Palazzetto dello Sport di Guidonia Montecelio.
Nell'estate del 2022 è entrata a far parte del Consorzio del Roma Sports Network.
Da sempre prima squadra e settore giovanile costituiscono un legame indissolubile nella storia dell'Eurobasket Roma. Le varie promozioni acquisite nel corso degli anni, infatti, sono arrivate con una squadra quasi interamente basata sui prodotti del vivaio. Senza considerare che, da 10 anni, Finali Nazionali giovanili e atleti convocati nelle nazionali di categoria sono una costante per il club romano.
Il 15 luglio 2022 viuene esclusa dal campionato di A2 per insolvenze finanziarie.
Nell'aprile 2024, la società inaugura il suo palasport, l'EBK Arena, in via del Baiardo 25 in zona Tor di Quinto. Un mese dopo, viene annunciata la nascita della Stella#EBK con l'unione tra SABA, Stella Azzurra Basket Academy (società distinta dalla Stella Azzurra Roma) e Supernova Roma.
È solido, inoltre, il rapporto di collaborazione con altre realtà del territorio: 35 società ed oltre 2000 tesserati; 15 centri minibasket, per un totale di più di 1000 bambini.

## Cronistoria
| Cronistoria dell'Eurobasket Roma |
| --- |
| - 2000 · Fondazione dell' Eurobasket Roma con sede a Roma. - 2000-2008 · in Serie D - 2008-2009 · 1ª in Serie D, promossa in Serie C Regionale. - 2009-2010 · 3ª in Serie C Regionale, semifinalista playoff promozione - 2010-2011 · 1ª in Serie C Regionale, promossa in DNC. - 2011-2012 · 2ª in DNC - 2012-2013 · 2ª in DNC, promossa in Serie B. - 2013-2014 · 8ª in Serie B - 2014-2015 · 5ª nel girone C di Serie B, finalista playoff promozione - 2015-2016 · 1ª nel girone C di Serie B, finalista Coppa Italia Serie B, vince i playoff promozione, promossa in Serie A2. - 2016-2017 · 10ª nel girone Ovest di Serie A2. - 2017-2018 · 13ª nel girone Ovest di Serie A2. - 2018-2019 · 12ª nel girone Ovest di Serie A2. - 2019-2020 · 12ª nel girone Ovest di Serie A2. - 2020-2021 · 4ª nel girone Rosso di Serie A2, semifinalista playoff promozione. - 2021-2022 · 10ª nel girone Rosso di Serie A2. - 2022 · Esclusa dal campionato di A2 per inadempienze finanziarie. |